# Vernon Valley
Vernon Valley es un lugar designado por el censo ubicado en el condado de Sussex en el estado estadounidense de Nueva Jersey. En el año 2010 tenía una población de 1,626 habitantes y una densidad poblacional de 235 personas por km².

## Geografía
Vernon Valley se encuentra ubicado en las coordenadas 41°13′49″N 74°29′6″O / 41.23028, -74.48500.

## Demografía
Según la Oficina del Censo en 2000 los ingresos medios por hogar en la localidad eran de $74,943 y los ingresos medios por familia eran $75,468. Los hombres tenían unos ingresos medios de $56,033 frente a los $36,219 para las mujeres. La renta per cápita para la localidad era de $23,801. Alrededor del 1.9% de la población estaba por debajo del umbral de pobreza.